# AEW Continental Classic
El Continental Classic es un torneo anual de la empresa de lucha libre estadounidense All Elite Wrestling (AEW) realizado por primera vez en el año 2023. 
El torneo consiste en dos bloques: "Liga Dorada" y "Liga Azul" donde los luchadores que conforman cada bloque luchan entre sí en un sistema de todos contra todos bajo las siguientes reglas:
- Cada victoria otorga tres puntos al vencedor.
- Cada lucha dentro de este torneo tiene un límite de tiempo máximo de 20 minutos. En caso de empate por llegar al límite de tiempo, se asignará un punto a ambos luchadores.
- En caso de empate en puntos por el primer lugar de un bloque entre dos luchadores o más, se toma en cuenta como criterio de desempate, las luchas específicas en las cuales los luchadores involucrados hayan participado entre sí, y se dará prioridad al vencedor (o vencedores) de aquellas luchas.
- Los dos mejores luchadores de cada bloque pasarán a las finales de la Liga; en caso de empate, los luchadores quedarán separados por el resultado de su enfrentamiento directo. Y los respectivos ganadores de la Liga avanzan a una final.

## Historia
El 11 de noviembre de 2023, AEW anunció un torneo llamado Continental Classic. El presidente de AEW, Tony Khan, y el luchador de AEW, Bryan Danielson, anunciaron que el torneo comenzaría en el episodio de Dynamite del 22 de noviembre de 2023, duraría seis semanas y concluiría en el evento de pago por visión (PPV) Worlds End del 30 de diciembre.
Se anunció que el Continental Classic sería un torneo de todos contra todos formado por dos grupos de seis luchadores. Los cuatro primeros participantes confirmados fueron Danielson, Andrade El Ídolo, Mark Briscoe y Eddie Kingston. También se anunció que el ganador del torneo se convertiría en el poseedor inaugural del Campeonato Continental de AEW. Kingston también anunció que su Campeonato Mundial de ROH, de la promoción hermana Ring of Honor (ROH), y su Campeonato de Peso Abierto STRONG, de la promoción asociada New Japan Pro-Wrestling (NJPW), estarían en juego, y que el ganador del torneo ostentaría los tres campeonatos y sería declarado el primer Campeón de la Triple Corona, representando a AEW, ROH y NJPW. También se reveló que el campeón en el momento del próximo Continental Classic entraría automáticamente en el torneo.

## Resultados

### 2023
|  | Clasificado a final de Liga |
|  | Eliminado                   |

| Liga Azul          | Liga Azul | Liga Dorada       | Liga Dorada |
| ------------------ | --------- | ----------------- | ----------- |
| Bryan Danielson    | 10        | Jon Moxley        | 12          |
| Eddie Kingston     | 9         | Swerve Strickland | 12          |
| Andrade El Ídolo   | 9         | Jay White         | 12          |
| Claudio Castagnoli | 7         | Rush              | 6           |
| Brody King         | 6         | Mark Briscoe      | 3           |
| Daniel Garcia      | 3         | Jay Lethal        | 0           |

| Liga Azul   | Andrade            | Castagnoli         | Danielson         | Garcia             | King               | Kingston           |
| ----------- | ------------------ | ------------------ | ----------------- | ------------------ | ------------------ | ------------------ |
| Andrade     | —                  | Castagnoli (15:33) | Andrade (18:33)   | Andrade (11:02)    | Andrade (14:45)    | Kingston (15:39)   |
| Castagnoli  | Castagnoli (15:33) | —                  | Empate (20:00)    | Castagnoli (10:27) | King (12:34)       | Kingston (18:04)   |
| Danielson   | Andrade (18:33)    | Empate (20:00)     | —                 | Danielson (15:35)  | Danielson (15:11)  | Danielson (16:50)  |
| Garcia      | Andrade (11:02)    | Castagnoli (10:27) | Danielson (15:35) | —                  | Garcia (10:12)     | Kingston (12:12)   |
| King        | Andrade (14:45)    | King (12:34)       | Danielson (15:11) | Garcia (10:12)     | —                  | King (16:41)       |
| Kingston    | Kingston (15:39)   | Kingston (18:04)   | Danielson (16:50) | Kingston (12:12)   | King (16:41)       | —                  |
| Liga Dorada | Briscoe            | Lethal             | Moxley            | Rush               | Strickland         | White              |
| Briscoe     | —                  | Briscoe (13:53)    | Moxley (11:29)    | Rush (11:25)       | Strickland (15:44) | White (11:19)      |
| Lethal      | Briscoe (13:53)    | —                  | Moxley (11:19)    | Rush (4:30)        | Strickland (13:51) | White (11:24)      |
| Moxley      | Moxley (11:29)     | Moxley (11:19)     | —                 | Moxley (14:32)     | Moxley (16:23)     | White (15:09)      |
| Rush        | Rush (11:25)       | Rush (4:30)        | Moxley (14:32)    | —                  | Strickland (14:53) | White (13:53)      |
| Strickland  | Strickland (15:44) | Strickland (13:51) | Moxley (16:23)    | Strickland (14:53) | —                  | Strickland (15:27) |
| White       | White (11:19)      | White (11:24)      | White (15:09)     | White (13:53)      | Strickland (15:27) | —                  |

|  | Finales de Liga Dynamite: New Year's Smash (27 de diciembre) | Finales de Liga Dynamite: New Year's Smash (27 de diciembre) | Finales de Liga Dynamite: New Year's Smash (27 de diciembre) |            |       | Final de Campeonato Worlds End (30 de diciembre) | Final de Campeonato Worlds End (30 de diciembre) | Final de Campeonato Worlds End (30 de diciembre) |  |
|  |                                                              |                                                              |                                                              |            |       |                                                  |                                                  |                                                  |  |
|  |                                                              |                                                              |                                                              |            |       |                                                  |                                                  |                                                  |  |
|  | A1                                                           | Bryan Danielson                                              | 22:37                                                        |            |       |                                                  |                                                  |                                                  |  |
|  | A1                                                           | Bryan Danielson                                              | 22:37                                                        |            |       |                                                  |                                                  |                                                  |  |
|  | A2                                                           | Eddie Kingston                                               | PIn                                                          |            |       |                                                  |                                                  |                                                  |  |
|  | A2                                                           | Eddie Kingston                                               | PIn                                                          |            | Azul  | Eddie Kingston                                   | Pin                                              |                                                  |  |
|  |                                                              |                                                              |                                                              |            | Azul  | Eddie Kingston                                   | Pin                                              |                                                  |  |
|  |                                                              |                                                              | Dorada                                                       | Jon Moxley | 17:90 |                                                  |                                                  |                                                  |  |
|  | D1                                                           | Jon Moxley                                                   | Dorada                                                       | Jon Moxley | 17:90 | Pin                                              |                                                  |                                                  |  |
|  | D1                                                           | Jon Moxley                                                   |                                                              |            |       | Pin                                              |                                                  |                                                  |  |
|  | D1D1                                                         | Swerve StricklandJay White                                   | 23:14                                                        |            |       |                                                  |                                                  |                                                  |  |
|  | D1D1                                                         | Swerve StricklandJay White                                   | 23:14                                                        |            |       |                                                  |                                                  |                                                  |  |
|  |                                                              |                                                              |                                                              |            |       |                                                  |                                                  |                                                  |  |

### 2024
|  | Clasificado a la final de Liga |
|  | Eliminado                      |

| Liga Azul           | Liga Azul | Liga Dorada        | Liga Dorada |
| ------------------- | --------- | ------------------ | ----------- |
| Kyle Fletcher       | 12        | Ricochet           | 10          |
| Kazuchika Okada (c) | 10        | Will Ospreay       | 9           |
| Mark Briscoe        | 9         | Claudio Castagnoli | 9           |
| Daniel Garcia       | 7         | Darby Allin        | 7           |
| Shelton Benjamin    | 6         | Brody King         | 6           |
| The Beast Mortos    | 0         | Komander           | 3           |

| Liga Azul   | Benjamin           | Briscoe            | Fletcher           | Garcia           | Mortos           | Okada              |
| ----------- | ------------------ | ------------------ | ------------------ | ---------------- | ---------------- | ------------------ |
| Benjamin    | —                  | Benjamin (11:44)   | Fletcher (15:48)   | Garcia (12:16)   | Benjamin (8:47)  | Okada              |
| Briscoe     | Benjamin (11:44)   | —                  | Briscoe (19:44)    | Briscoe (16:22)  | Briscoe (11:38)  | Okada (13:26)      |
| Fletcher    | Fletcher (15:48)   | Briscoe (19:44)    | —                  | Fletcher         | Fletcher (9:52)  | Fletcher (16:57)   |
| Garcia      | Garcia (12:16)     | Briscoe (16:22)    | Fletcher           | —                | Garcia (10:25)   | Empate (20:00)     |
| Mortos      | Benjamin (8:47)    | Briscoe (11:38)    | Fletcher (9:52)    | Garcia (10:25)   | —                | Okada (12:44)      |
| Okada       | Okada              | Okada (13:26)      | Fletcher (16:57)   | Empate (20:00)   | Okada (12:44)    | —                  |
| Liga Dorada | Allin              | Castagnoli         | King               | Komander         | Ospreay          | Ricochet           |
| Allin       | —                  | Castagnoli (11:17) | King (9:35)        | Allin (13:11)    | Allin (14:38)    | Empate (20:00)     |
| Castagnoli  | Castagnoli (11:17) | —                  | Castagnoli (14:17) | Komander         | Ospreay (13:26)  | Castagnoli (13:01) |
| King        | King (9:35)        | Castagnoli (14:17) | —                  | King (14:51)     | Ospreay          | Ricochet (12:46)   |
| Komander    | Allin (13:11)      | Komander           | King (14:51)       | —                | Ospreay (12:34)  | Ricochet (12:28)   |
| Ospreay     | Allin (14:38)      | Ospreay (13:26)    | Ospreay            | Ospreay (12:34)  | —                | Ricochet (14:27)   |
| Ricochet    | Empate (20:00)     | Castagnoli (13:01) | Ricochet (12:46)   | Ricochet (12:28) | Ricochet (14:27) | —                  |

1. 1 2 3  Juice Robinson sostuvo una lesión en su primera lucha contra Will Ospreay; fue reemplazado el resto de torneo por Komander.

|  | Semifinales Worlds End (28 de diciembre) | Semifinales Worlds End (28 de diciembre) | Semifinales Worlds End (28 de diciembre) |  |  | Final de Campeonato Worlds End (28 de diciembre) | Final de Campeonato Worlds End (28 de diciembre) | Final de Campeonato Worlds End (28 de diciembre) |  |
|  |                                          |                                          |                                          |  |  |                                                  |                                                  |                                                  |  |
|  |                                          |                                          |                                          |  |  |                                                  |                                                  |                                                  |  |
|  | A1                                       | Kyle Fletcher                            |                                          |  |  |                                                  |                                                  |                                                  |  |
|  | A1                                       | Kyle Fletcher                            |                                          |  |  |                                                  |                                                  |                                                  |  |
|  | D2                                       | Will Ospreay                             |                                          |  |  |                                                  |                                                  |                                                  |  |
|  | D2                                       | Will Ospreay                             |                                          |  |  |                                                  |                                                  |                                                  |  |
|  |                                          |                                          |                                          |  |  |                                                  |                                                  |                                                  |  |
|  |                                          |                                          |                                          |  |  |                                                  |                                                  |                                                  |  |
|  | D1                                       | Ricochet                                 |                                          |  |  |                                                  |                                                  |                                                  |  |
|  | D1                                       | Ricochet                                 |                                          |  |  |                                                  |                                                  |                                                  |  |
|  | A2                                       | Kazuchika Okada                          |                                          |  |  |                                                  |                                                  |                                                  |  |
|  | A2                                       | Kazuchika Okada                          |                                          |  |  |                                                  |                                                  |                                                  |  |
|  |                                          |                                          |                                          |  |  |                                                  |                                                  |                                                  |  |